# Tiengebodenbord

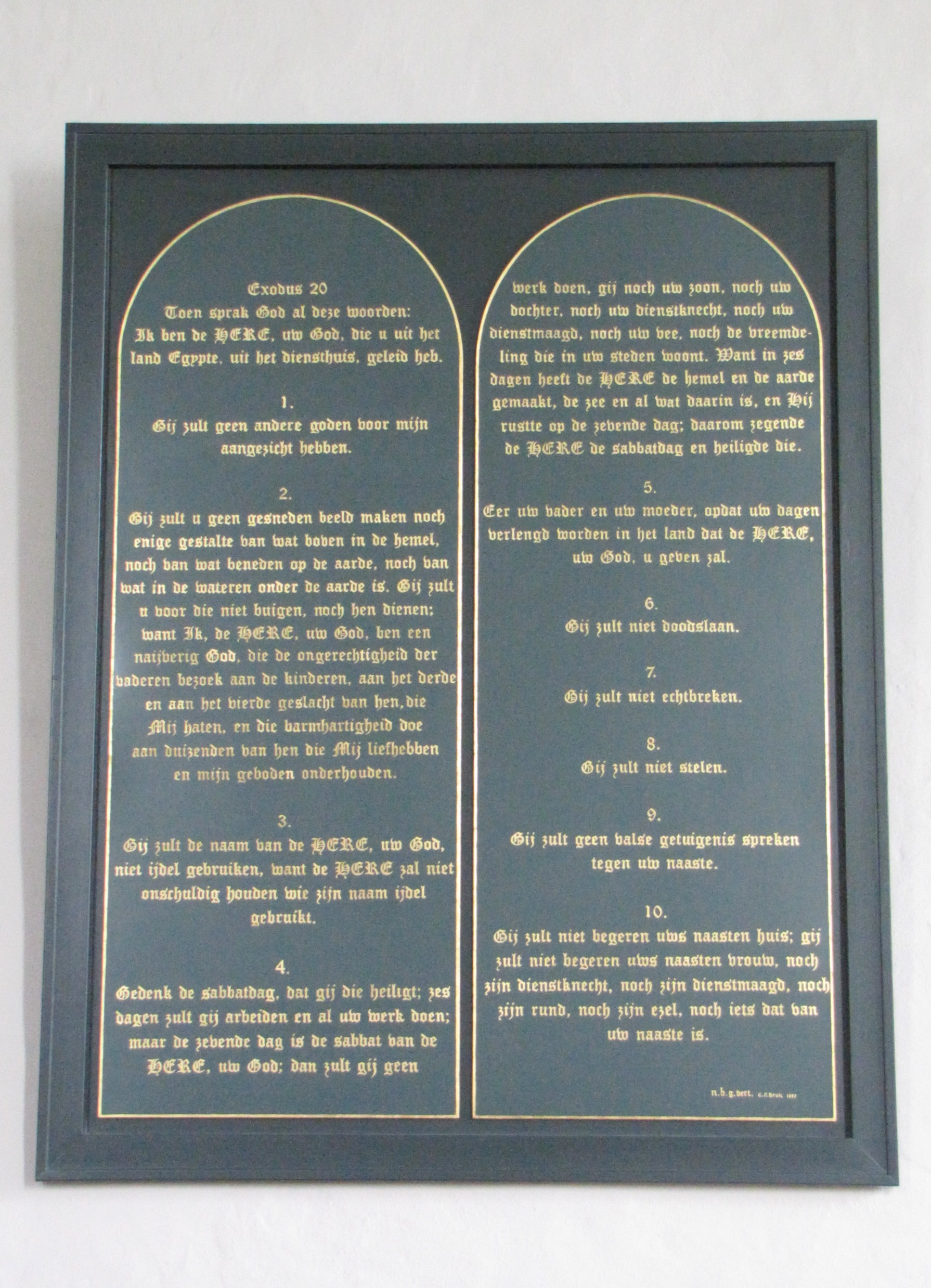
Tiengebodenbord in de kerk van Silvolde

Een tiengebodenbord of wetsbord is een houten bord dat in een aantal Hervormde kerkgebouwen voor komt. Dergelijke borden, maar ook die met andere teksten, kunnen gezien worden als het protestantse antwoord op de rooms-katholieke heiligenbeelden en kruisen. In een aantal synagogen staat een vergelijkbaar bord, dan gaat het om de twee stenen tafelen.
In 2014 waren er circa 135 tiengebodenborden in Nederland. De tekst op de borden is meestal niet goed leesbaar, onder andere doordat ze vaak hoog geplaatst zijn. De leesbaarheid ook niet van belang, de kerkgangers wisten vroeger al wat de afbeelding betekent en de tekst werd in de preken doorgaans wel door de voorganger opgelezen.
Op het tiengebodenbord staan de tien geboden gekalligrafeerd. In de decennia na de Reformatie wordt een aantal borden gemaakt waarop Mozes al dan niet met zijn broer Aäron staat afgebeeld. In de loop van de 17e eeuw komen afbeeldingen met hen steeds minder voor. Soms zijn de borden voorzien van teksten uit de Statenbijbel. Een enkel bord is niet van hout, maar betreft het een muurschildering, een onderdeel van een deuromlijsting of zelfs een schildering op een of meerdere pilaren. In de Oostkerk in Middelburg is een schildering met gebeeldhouwde omlijsting boven de hoofdingang van de kerk geplaatst. In de Pauluskerk in Oudkerk staat er boven de twee tafelen een schildering van Mozes. Een dergelijke toevoeging komt ook vaker voor.
De rooms-katholieke kerk gebruikt ook drieluiken met daarop afbeeldingen van heiligen en andere Bijbelse voorstellingen. Een protestantse kopie daarvan was ook een drieluik zoals in de hervormde kerk in Poortugaal.
Naast teksten van de tien geboden, staan er soms ook (delen van) het Credo en het Onzevader op panelen.

## Aseret hadibrot
In synagogen staat een dergelijk bord bij de Heilige Ark, tegenover de Godslamp. Het betreft nu niet een tiengebodenbord, maar een loeach of aseret hadibrot. In het jodendom wordt echter niet gesproken van de tien geboden, maar van de tien woorden. Bij de christelijke borden staan de tien geboden volledig beschreven, maar verschilt de indeling wel per denominatie, maar bij de joodse geboden staan er per gebod alleen de eerste twee woorden.

## Fotogalerij

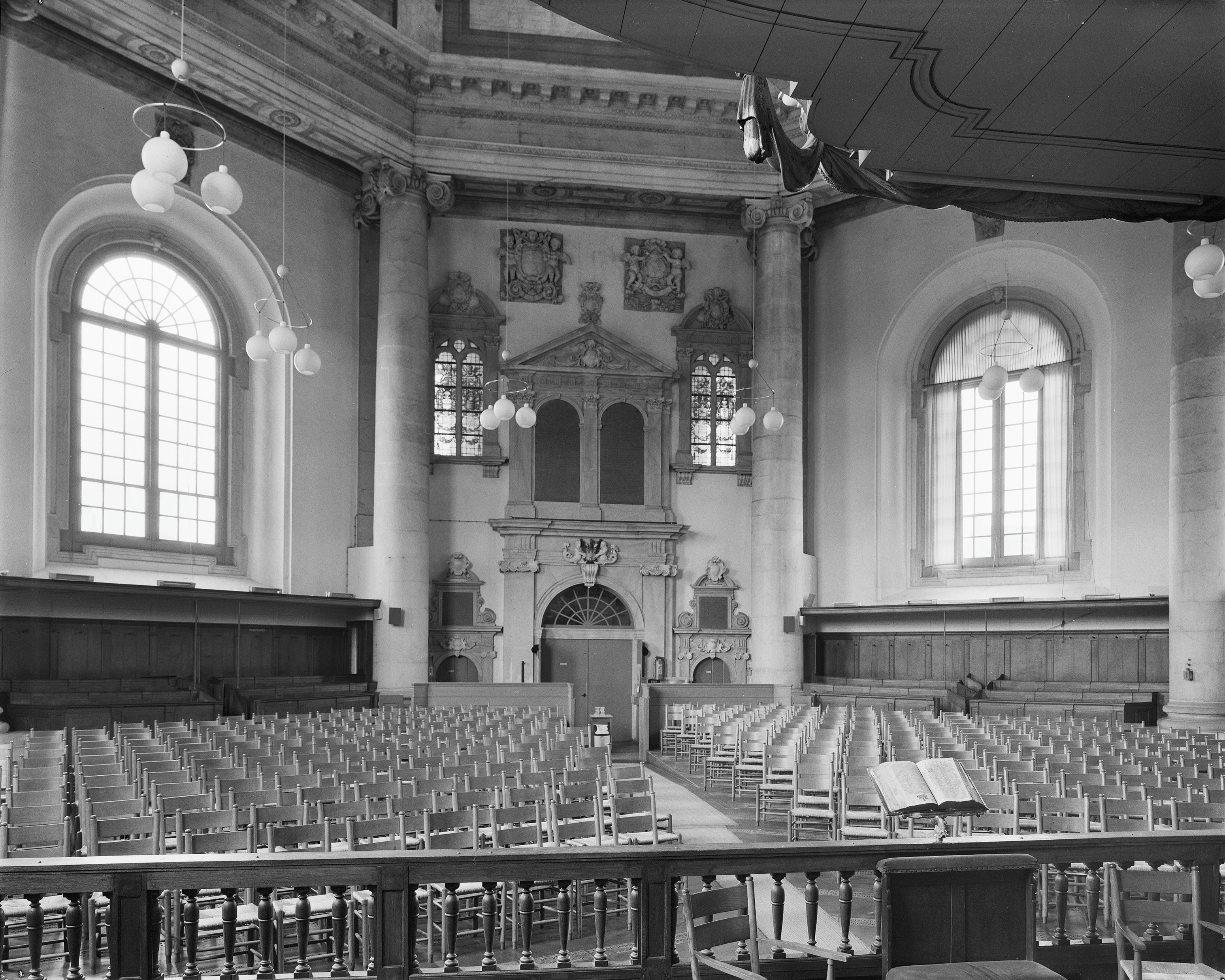
Oostkerk, Middelburg, tiengebodenbord is boven de entree geplaatst
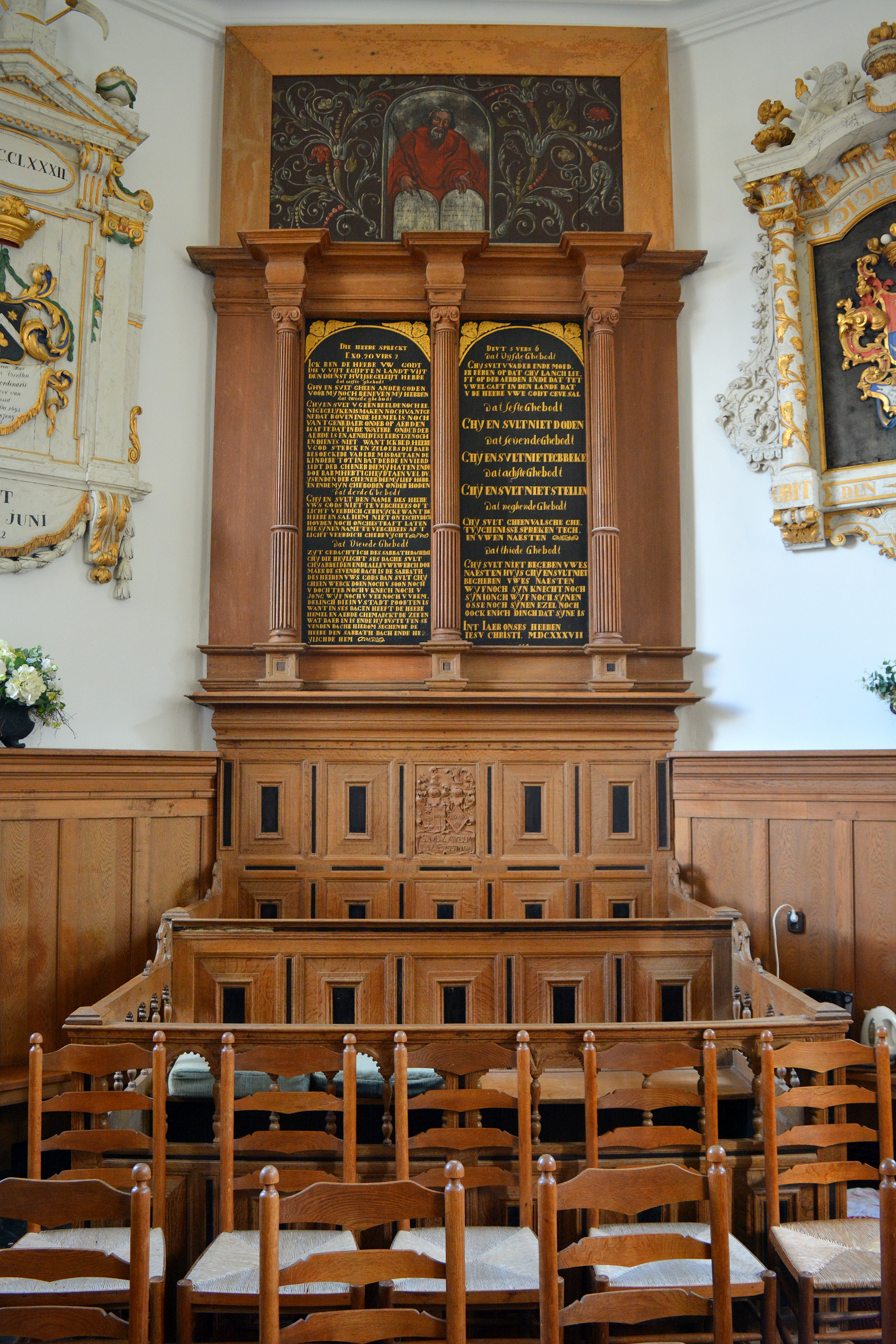
Pauluskerk te Oudorp, het tiengebodenbord is hier onderdeel van de herenbank van de familie Meckema van Aylva
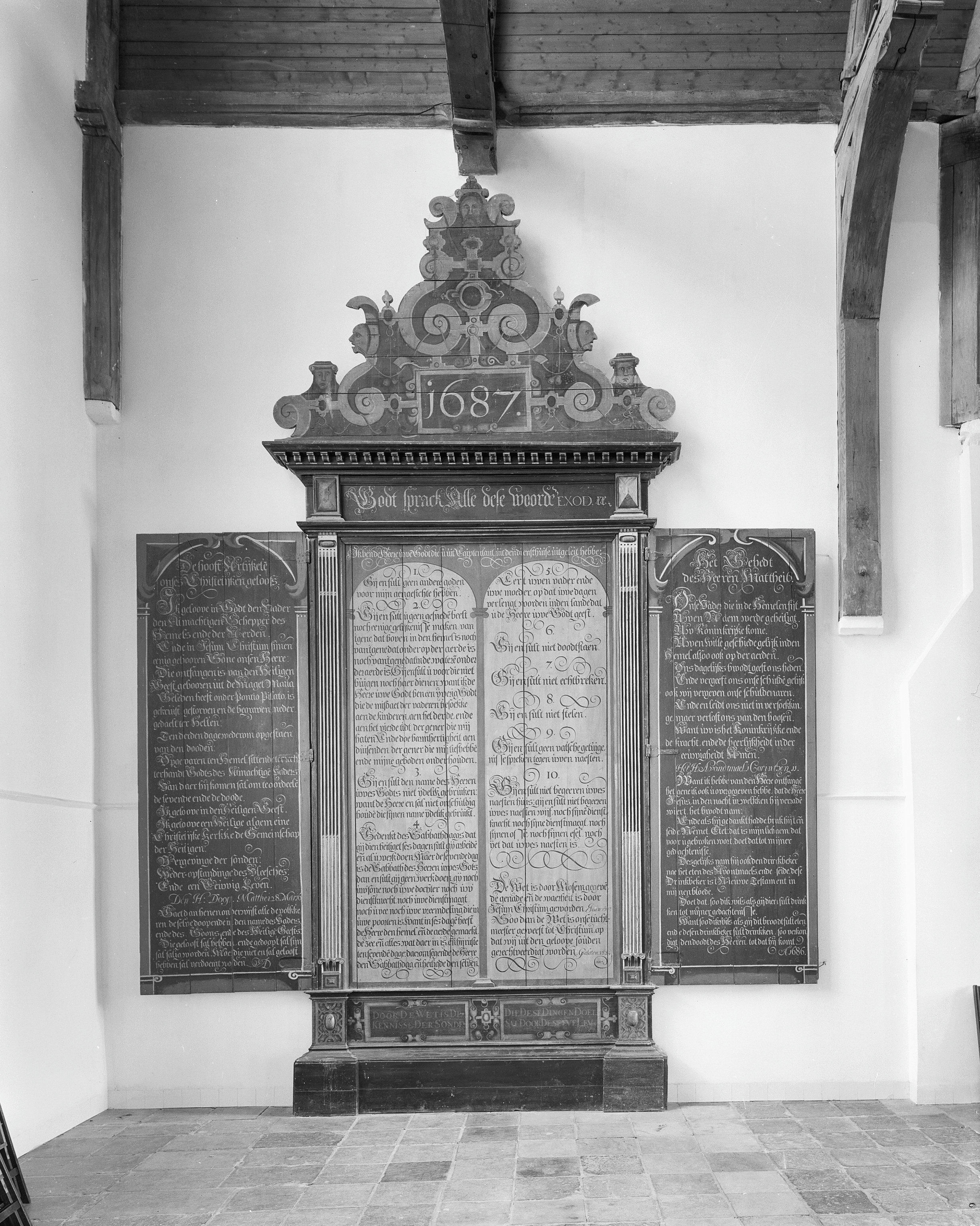
Drieluik in de hervormde kerk van Poortugaal
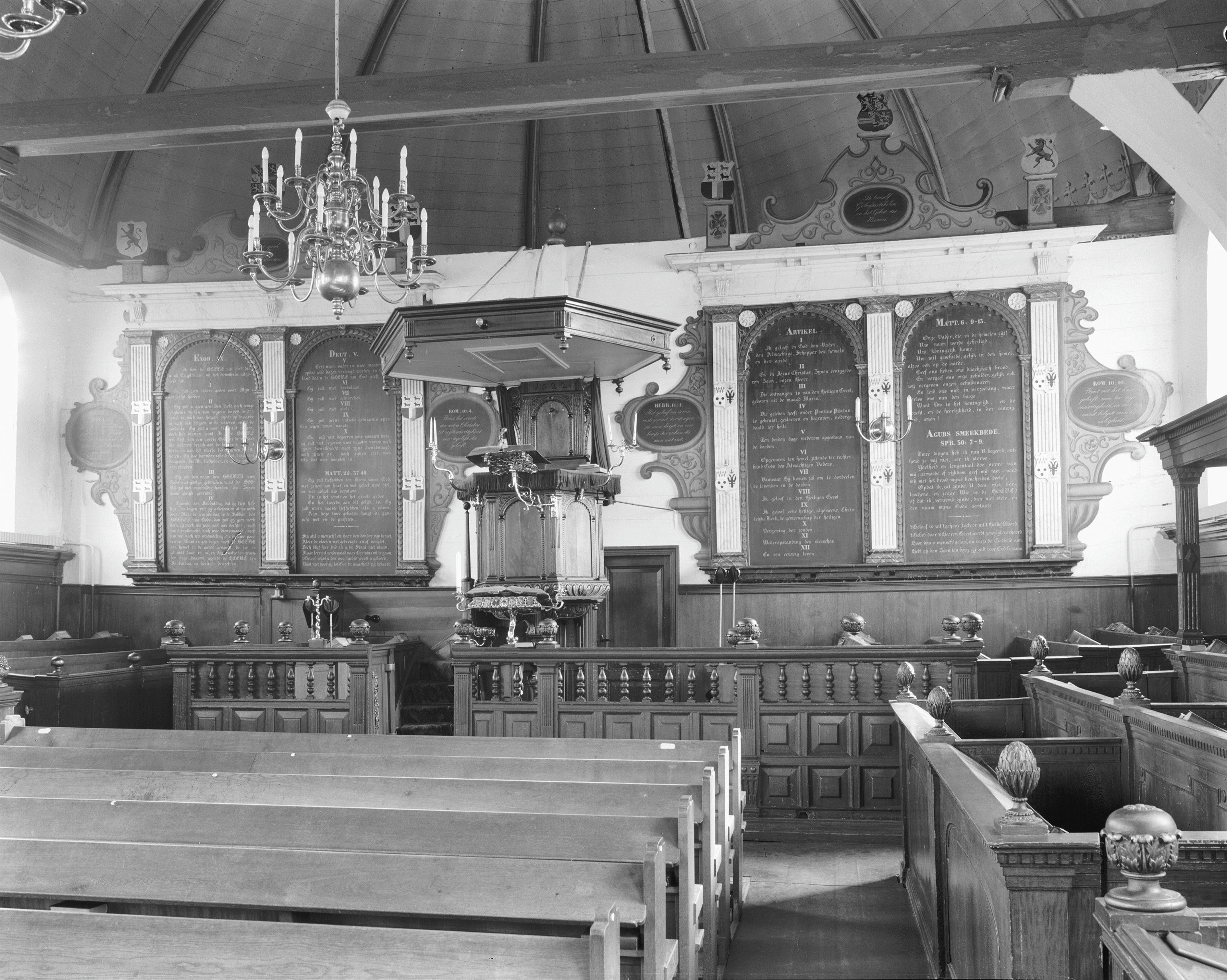
Tiengebodenbord in het koorhek van de hervormde kerk in Bleiswijk